# خط طول 169° شرق
خط طول 169° شرق هو أحد خطوط الطول الجغرافية، والتي تمتد من القطب الشمالي الجغرافي إلى القطب الجنوبي الجغرافي، وحسب التحويل الزمني يتقدم خط طول 169° شرق عن خط غرينتش بـ11 ساعة و16 دقيقة. ويشكل دائرة متكاملة مع خط طول 11° غرب.

## من القطب إلى القطب
ينطلق خط طول 169° شرق من القطب الشمالي نحو القطب الجنوبي مرورا بالمناطق التي ترد في الجدول التالي:
| الإحداثيات                           | البلد أو الإقليم أو البحر | ملاحظات |
| ------------------------------------ | ------------------------- | --- |
| 90°0′N 169°0′E / 90.000°N 169.000°E  | المحيط المتجمد الشمالي    | |
| 74°10′N 169°0′E / 74.167°N 169.000°E | بحر سيبيريا الشرقي        | |
| 69°55′N 169°0′E / 69.917°N 169.000°E | روسيا                     | أوكروغ تشوكوتكا الذاتية — جزيرة أيون |
| 69°33′N 169°0′E / 69.550°N 169.000°E | بحر سيبيريا الشرقي        | Chaunskaya Bay |
| 69°8′N 169°0′E / 69.133°N 169.000°E  | روسيا                     | أوكروغ تشوكوتكا الذاتية كراي كامشاتكا — من 63°58′N 169°0′E / 63.967°N 169.000°E أوكروغ تشوكوتكا الذاتية – من 63°23′N 169°0′E / 63.383°N 169.000°E كراي كامشاتكا - من 62°57′N 169°0′E / 62.950°N 169.000°E |
| 60°34′N 169°0′E / 60.567°N 169.000°E | بحر بيرنغ                 | |
| 54°10′N 169°0′E / 54.167°N 169.000°E | المحيط الهادئ             | |
| 14°39′N 169°0′E / 14.650°N 169.000°E | جزر مارشال                | Bokak Atoll |
| 14°35′N 169°0′E / 14.583°N 169.000°E | المحيط الهادئ             | |
| 10°3′N 169°0′E / 10.050°N 169.000°E  | جزر مارشال                | ليكييب [لغات أخرى]‏ |
| 9°55′N 169°0′E / 9.917°N 169.000°E   | المحيط الهادئ             | مرورا بشرق Ailinglaplap Atoll, جزر مارشال (في 7°35′N 168°58′E / 7.583°N 168.967°E) · مرورا بغرب Kili Island, جزر مارشال (في 5°38′N 169°7′E / 5.633°N 169.117°E) · مرورا بغرب Ebon Atoll, جزر مارشال (في 4°38′N 168°46′E / 4.633°N 168.767°E) · مرورا بشرق جزيرةتيكوبيا، جزر سليمان (في 12°18′S 168°51′E / 12.300°S 168.850°E) |
| 18°41′S 169°0′E / 18.683°S 169.000°E | فانواتو                   | جزيرة Erromango |
| 18°53′S 169°0′E / 18.883°S 169.000°E | المحيط الهادئ             | مرورا بغرب جزيرة Tanna، فانواتو (في 19°27′S 169°13′E / 19.450°S 169.217°E) · مرورا بشرق Walpole Island, كاليدونيا الجديدة (في 22°35′S 168°57′E / 22.583°S 168.950°E) |
| 43°51′S 169°0′E / 43.850°S 169.000°E | نيوزيلندا                 | الجزيرة الجنوبية (نيوزيلندا) — مرورا بالنقطة الجنوبية القصوى Slope Point |
| 46°40′S 169°0′E / 46.667°S 169.000°E | المحيط الهادئ             | مرورا بين Campbell Island, نيوزيلندا (في 52°33′S 170°0′E / 52.550°S 170.000°E) |
| 60°0′S 169°0′E / 60.000°S 169.000°E  | المحيط الجنوبي            | |
| 71°24′S 169°0′E / 71.400°S 169.000°E | القارة القطبية الجنوبية   | منطقة روس، تملكها نيوزيلندا |
| 73°29′S 169°0′E / 73.483°S 169.000°E | المحيط الجنوبي            | بحر روس |
| 77°29′S 169°0′E / 77.483°S 169.000°E | القارة القطبية الجنوبية   | منطقة روس, تملكها نيوزيلندا |